# TT369
TT369 (Theban Tomb 369) è la sigla che identifica una delle Tombe dei Nobili ubicate nell'area della cosiddetta Necropoli Tebana, sulla sponda occidentale del Nilo dinanzi alla città di Luxor, in Egitto. Destinata a sepolture di nobili e funzionari connessi alle case regnanti, specie del Nuovo Regno, l'area venne sfruttata, come necropoli, fin dall'Antico Regno e, successivamente, sino al periodo Saitico (con la XXVI dinastia) e Tolemaico.

## Titolare
TT369 era la tomba di:
| Titolare   | Titolo                                       | Necropoli | Dinastia/Periodo | Note |
| ---------- | -------------------------------------------- | --------- | ---------------- | ---- |
| Khaemwaset | Primo Profeta di Ptah, Terzo Profeta di Amon | El-Khokha | XIX dinastia     |      |

## Biografia
Unica notizia biografica ricavabile: il nome della moglie Taonet.

## La tomba
TT369 fa parte di un agglomerato che vede senza soluzione di continuità altre tre tombe, TT370, TT371 e TT372, al punto che non è agevole distinguerle tra loro. Per quanto riguarda la TT369: stele con il defunto che adora Osiride (1 nero in planimetria) e (2) sulle pareti dell'entrata alla tomba, il defunto e la moglie in presenza di Osiride e di divinità femminili, e il defunto e la moglie in presenza di Anubi e di divinità femminili.

### Annotazioni
1. ↑  La numerazione dei locali e delle pareti segue quella di Porter e Moss 1927, p. 428.
2. ↑  Per differenziare le tombe che insistono nell'area, le numerazioni relative sono riportate in differente colore: nero per la TT369; azzurro per la TT370; rosso per la TT371; verde per la TT372.
3. ↑  La prima numerazione delle tombe, dalla numero 1 alla 252, risale al 1913 con l'edizione del "Topographical Catalogue of the Private Tombs of Thebes" di Alan Gardiner e Arthur Weigall. Le tombe erano numerate in ordine di scoperta e non geografico; ugualmente in ordine cronologico di scoperta sono le tombe dalla 253 in poi.
4. ↑  I campi della Duat, ovvero l'aldilà egizio, si trovavano, secondo le credenze, proprio sulla riva occidentale del grande fiume.
5. ↑  Nella sua epoca di utilizzo, l'area era nota come "Quella di fronte al suo Signore" (con riferimento alla riva orientale, dove si trovavano le strutture dei Palazzi di residenza dei re e i templi dei principali dei) o, più semplicemente, "Occidente di Tebe".
6. ↑  le Tombe dei Nobili, benché raggruppate in un'unica area, sono di fatto distribuite su più necropoli distinte.
7. ↑  Le note, sovente di inquadramento topografico della tomba, sono tratte, fino alla TT252, dal "Topographical Catalogue" di Gardiner e Weigall, ed. 1913 e fanno perciò riferimento alla situazione dell'epoca.
8. ↑  Per tale motivo sono stati indicate con differenti colori le pertinenze delle singole tombe.

### Fonti
1. ↑  Gardiner e Weigall 1913.
2. ↑  Donadoni 1999,  p. 115.
3. ↑  Porter e Moss 1927, p. 432.
4. 1 2  Porter e Moss 1927,  p. 432.